# Trochiscanthes nodiflora
Trochiscanthes nodiflora är en växtart i släktet Trochiscanthes och familjen flockblommiga växter. Den beskrevs av Carlo Allioni, och fick sitt nu gällande namn av Wilhelm Daniel Joseph Koch 1824.
Arten är en perenn ört som förekommer från sydöstra Frankrike till norra Italien.